# Actinote genitrix
Actinote genitrix is een vlinder uit de familie van de Nymphalidae. De wetenschappelijke naam van de soort is voor het eerst geldig gepubliceerd in 1922 door Romualdo Ferreira d'Almeida.